# Strawberry Cream Soda Pop "Daydream"
Strawberry Cream Soda Pop "Daydream es la primera compilación de Tommy February6 (Tomoko Kawase). Salió a la venta el 25 de febrero, ese mismo día también salió la compilación de su álter ego musical Tommy Heavenly6 llamada Gothic Melting Ice Cream's Darkness "Nightmare"

## Canciones
1. T.O.M.M.Y
2. EVERYDAY AT THE BUS STOP
3. KISS ONE MORE TIME
4. Bloomin'!
5. je t'aime ★ je t'aime
6. Love is forever
7. MaGic in youR Eyes
8. L・O・V・E・L・Y ～夢見るLOVELY BOY～
9. Lonely in Gorgeous
10. I still love you boy
11. Can't Take My Eyes Off Of You
12. ふたりのシーサイド
13. トミーフェブラッテ、マカロン。
14. Is this feeling love?
15. I'LL BE YOUR ANGEL
16. ★Candy Pop In Love★
17. SwEEt dREAM
18. ◯Strawberry●Cream◯Soda●Pop◯

- Datos: Q7622413